# Andy Gomarsall
Andrew Charles Thomas Gomarsall (Durham, 24 de julio de 1974) es un exjugador británico de rugby que se desempeñaba como medio scrum.

## Selección nacional
Fue convocado al XV de la Rosa por primera vez en noviembre de 1996 para enfrentar a la Azzurri y jugó con ella hasta su último partido en febrero de 2008 ante el mismo rival. En total jugó 35 partidos y marcó 37 puntos.

### Participaciones en Copas del Mundo
Gomarsall disputó dos Copas del Mundo; Australia 2003 donde fue suplente de Matt Dawson e Inglaterra resultó campeona. Cuatro años después en Francia 2007 fue titular y el XV de la Rosa quedó segunda.
| Mundial                       | Sede      | Resultado  | PJ | Tries |
| ----------------------------- | --------- | ---------- | -- | ----- |
| Copa Mundial de Rugby de 2003 | Australia | Campeón    | 2  | 2     |
| Copa Mundial de Rugby de 2007 | Francia   | Subcampeón | 6  | 0     |

## Palmarés
- Campeón del Torneo de las Seis Naciones de 2000 y 2003, este último con Grand Slam.
- Campeón de la Anglo-Welsh Cup de 1998-99 y 2002-03.